# Waldschlösschen (Gehrden)

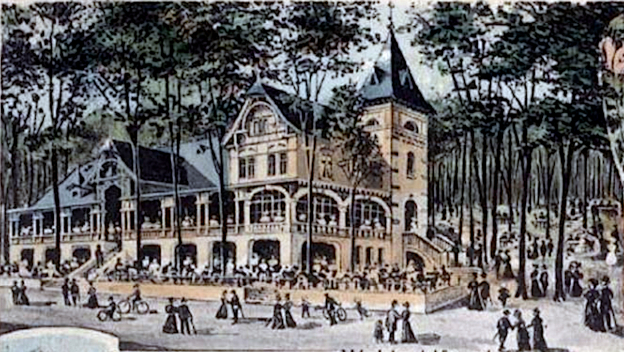
Waldschlösschen (Ausschnitt einer lithographischen Postkarte, vor 1909)

Die Waldschlösschen in Gehrden war eine um 1898 errichtete Ausflugsgaststätte in Gehrden im heutigen Niedersachsen. Der Gastronomiebetrieb am Osthang des Köthnerberg im Höhenzug Gehrdener Berg zählte, wie auch das Berggasthaus Niedersachsen, lange zu den attraktivsten Ausflugszielen im Umland von Hannover. Ende der 1970er Jahre wurde das Waldschlösschen abgerissen und es kam zum Bau einer Wohnanlage an der Stelle.

## Geschichte

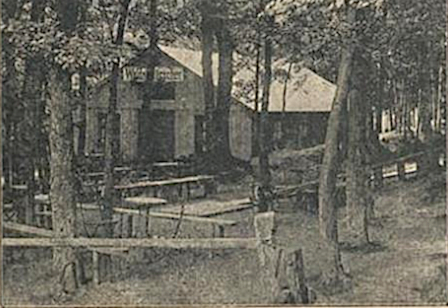
Hütte „Waldschlößchen“, ca. 1896

Vorläufer war eine im 19. Jahrhundert entstandene Ausflugshütte mit Schießstand am Gehrdener Berg. Ende des 19. Jahrhunderts entwickelte sich die Erhebung, ähnlich wie der Benther Berg mit den Benther Berg-Terrassen, zu einem beliebten Ausflugsziel, vor allem für Bewohner der nahe gelegenen Großstadt Hannover. Die Anreise erleichterte die 1898 entstandene Stichstrecke zum Köthnerberg, die in  Gehrden von der Überlandstrecke der Hannoverschen Straßenbahn AG nach Barsinghausen abzweigte.

### Waldschlösschen

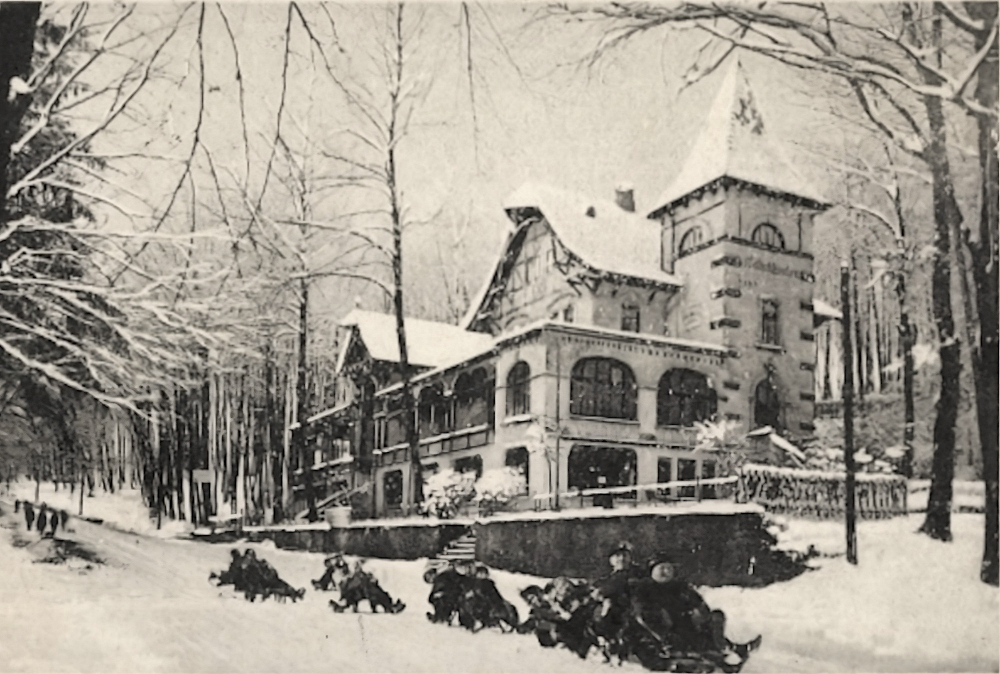
Die Strecke vom Berggasthaus Niedersachsen am Waldschlösschen vorbei bis in die Hornstraße diente als Rodelbahn

Um dem wachsenden Fremdenverkehr und den Sonntagsausflüglern eine genügende Bewirtung zu bieten, beauftragte der Gastwirt und Besitzer des Gehrdener Ratskellers und der Ausflugshütte Heinrich Löchner Ende des 19. Jahrhunderts den Gehrdener Architekten und Maurermeister Krull mit der Errichtung der Ausflugsgaststätte. Laut einer Baubeschreibung aus dem Jahr 1900 verfügte das mit holzvertäfelten Wänden und Decken und allen damals neuzeitlichen Einrichtungen versehene Gebäude über einen großen Tanzsaal und Terrassen auf den beiden Vorderseiten sowie eine große Veranda aus Holz an der Fassade. Auf der Terrasse gab es eine Tanzfläche aus Marmor. Die Terrassenmauern wurden aus Kalkbruchsteinen der Gegend aufgemauert.
Letzter Besitzer des Waldschlösschens war Fritz Löchner (1907–1969). Er machte die Gaststätte weit über die Grenzen Gehrdens bekannt. Nach dem Zweiten Weltkrieg zählten zu den Gästen viele Besucher der Hannover-Messe.
In den 1960er Jahren hatte die Bausubstanz bereits gelitten. Nach dem Tod von Fritz Löchner im Jahr 1969 wurde das Gebäude nach einer Zeit des Brachliegens Ende der 1970er Jahre abgerissen.

### Räuberhöhle
Ein Raum im Untergeschoss des Gebäudes trug die Bezeichnung Räuberhöhle. Wände und Decke waren mit roh behauenen Holzbalken und -stützen verkleidet. Dort wurden Getränke mit außergewöhnlichen Bezeichnungen, wie „Vollnarkose“, „Testament“, „Schwiegermutterkuss“, „Räuberliebe“ oder „Blutgerinnsel“ serviert.

### Felsenkeller
Nahe dem Waldschlösschen lag der 1855 als Eiskeller in den Berghang gebaute „Felsenkeller“, in dem in den Wintermonaten das Eis des Brauereiteichs zur späteren Verwendung eingelagert wurde.
Von einem Aussichtspunkt über dem Eingang zum Felsenkeller bot sich der Blick über Gehrden, zum Benther Berg und bis Hannover. Hier stand bis 1966 auch die Lyra-Bank zum Andenken an den Gehrdener Liederdichter Justus Wilhelm Lyra.

## Fotos

Waldschlösschen 2020
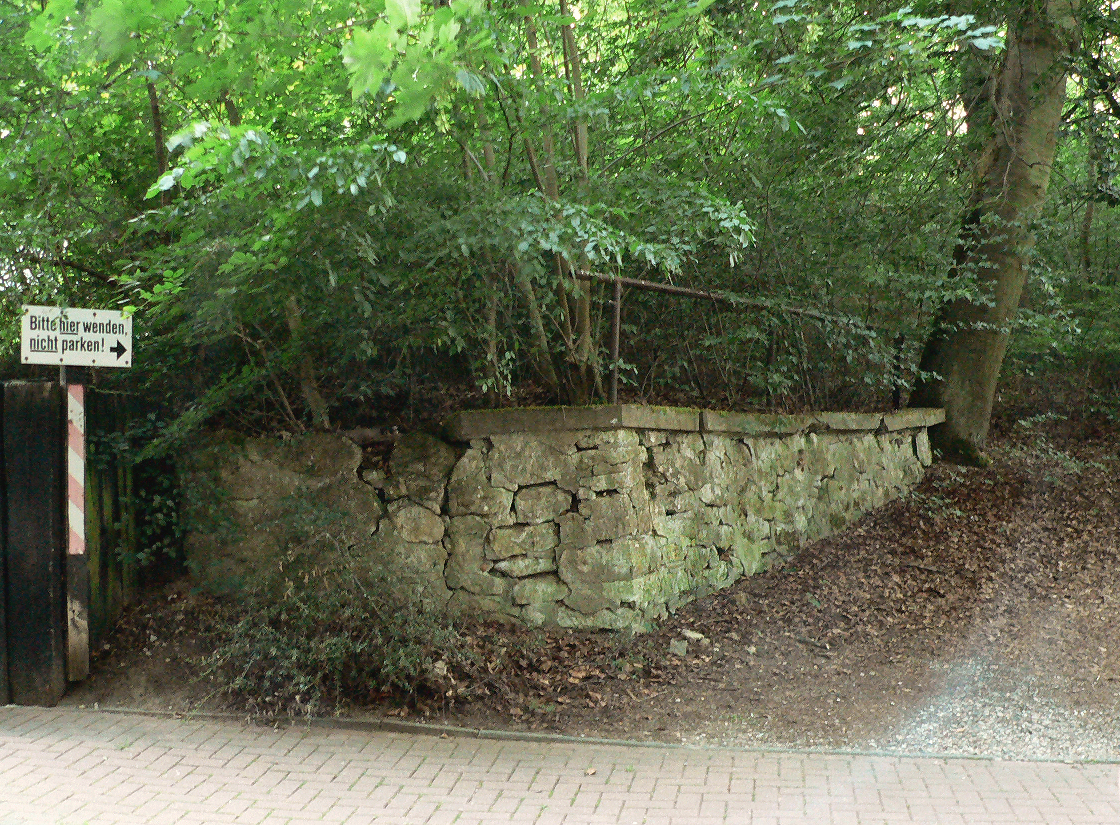
Terrassenmauern des Waldschlösschen als einzige Baureste
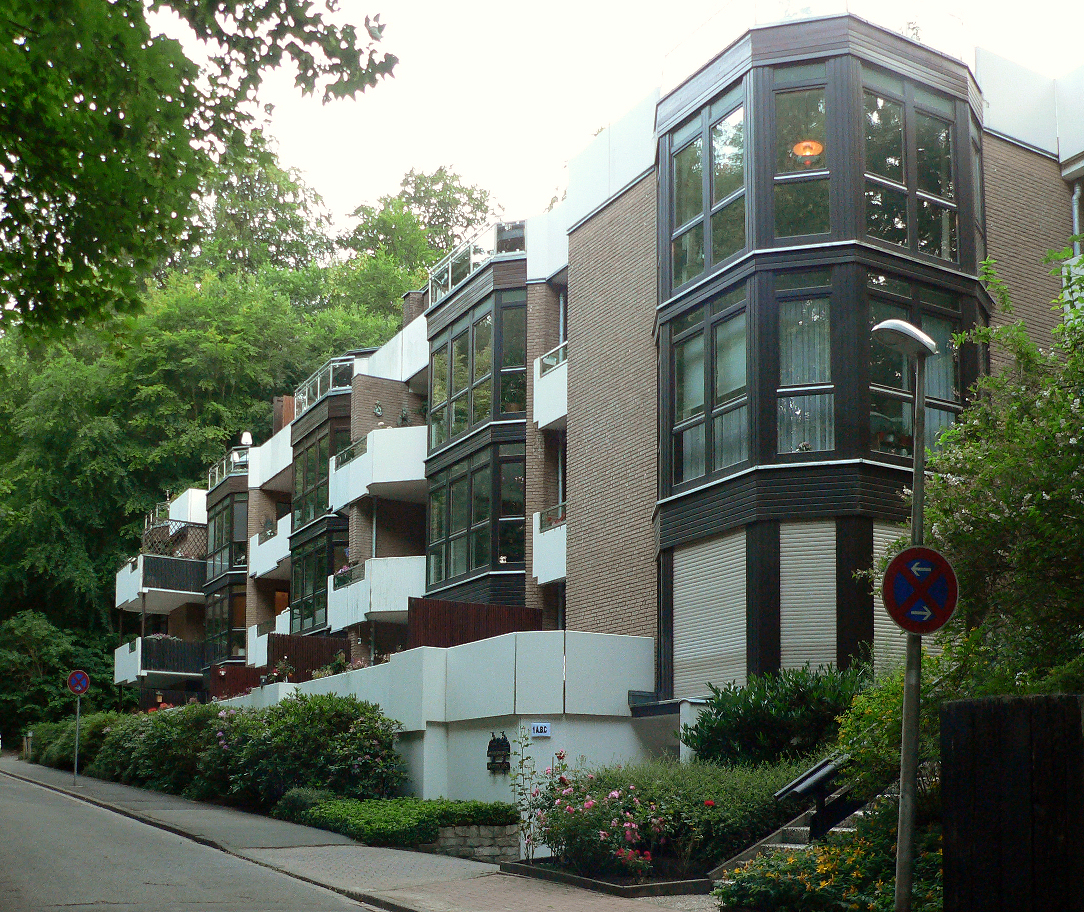
Heutige Wohnanlage am früheren Standort des Waldschlösschen
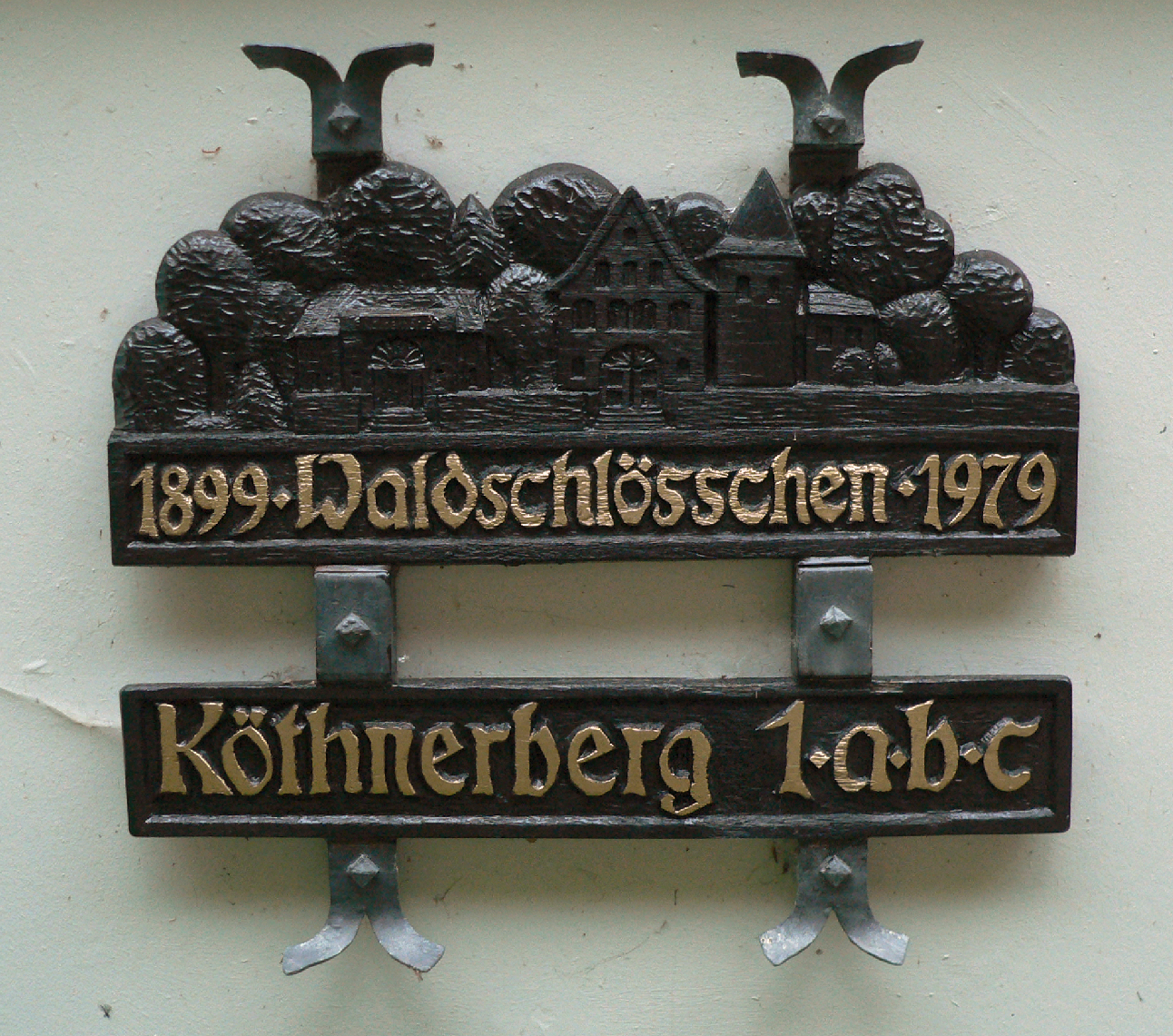
Erinnerungstafel an der heutigen Wohnanlage